# Ванільний колір
Ванільний колір — насичений відтінок білого кольору, а також середньо-тьмяний відтінок жовтого.
Перше писемне використання ванільного кольору англійською мовою датоване 1925 роком.

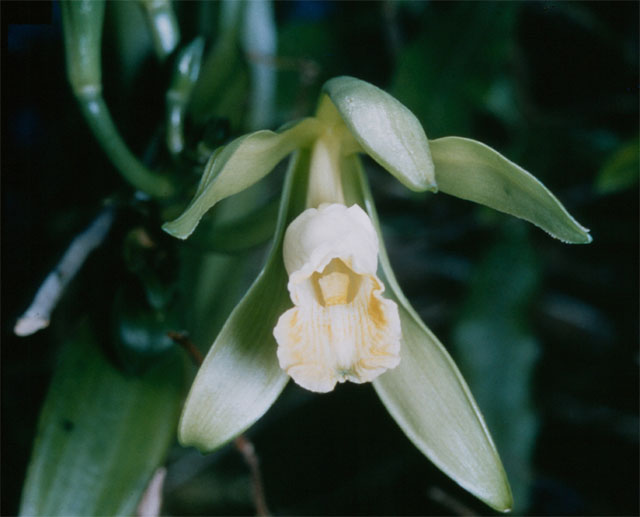
Ванільна орхідея

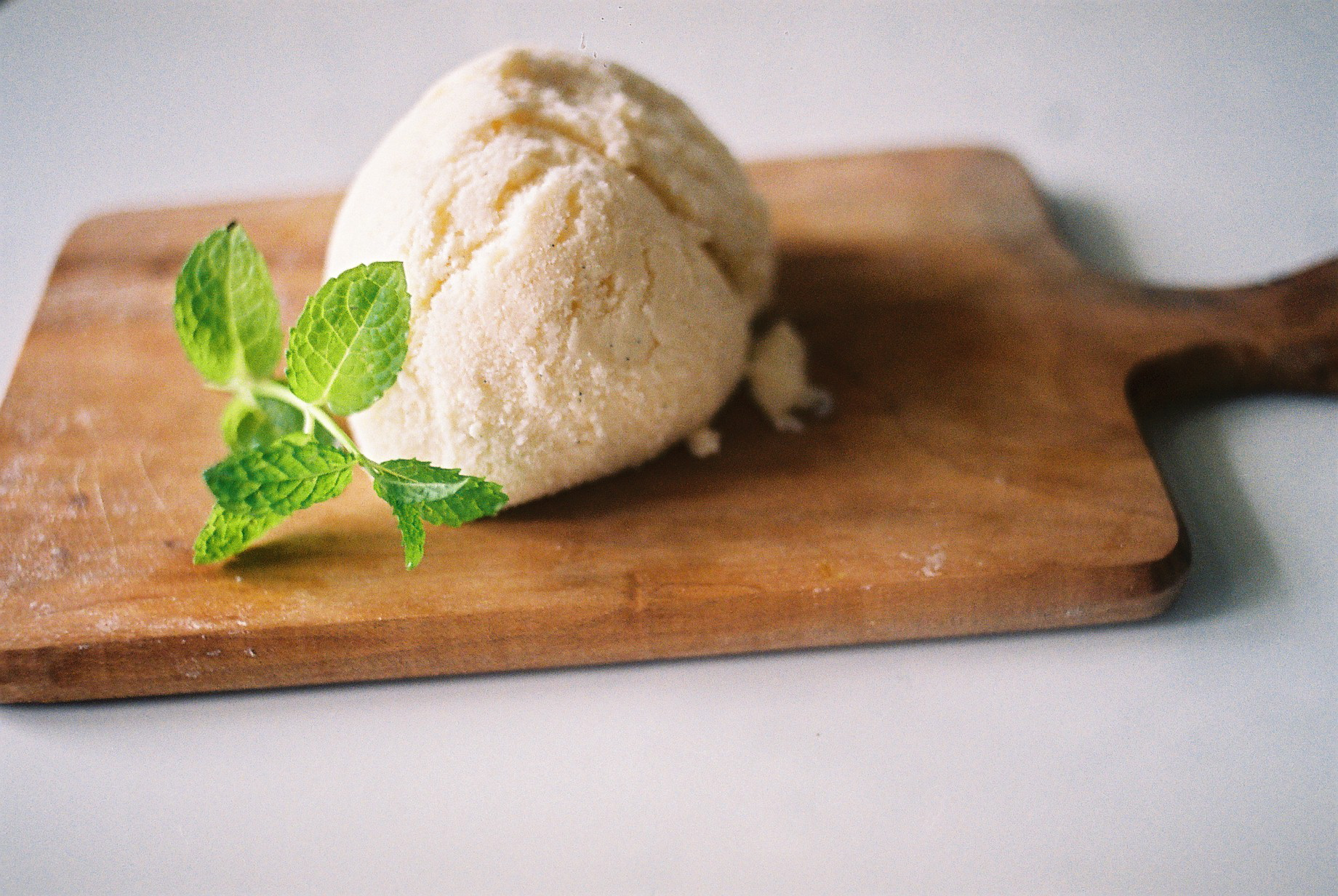
Ванільне морозиво з м'ятою

Джерело цього кольору: ISCC-NBS Dictionary of Color Names (1955)--Color Sample of Vanilla (color sample #89).

## Різновиди ванільного кольору

### Ванільне морозиво
Праворуч зображено колір ванільного морозива.
Назва кольору ванільного морозива для рожевого тону ванільного кольору використовується з 2001 року, коли він був включений до списку кольорів Xona.com.

### Темна ваніль
Праворуч зображено колір темної ванілі.
Цей колір називається ваніль у списку кольорів Xona.com.

## Ванільний колір в культурі
Фільми
- Ванільне небо — американський психологічний трилер 2001 року, режисера Кемерона Кроу[en].

Музика
- Vanilla Ice[en] — американський репер, сингл якого «Ice Ice Baby» став першим хіп-хоп хітом, який очолив чарт Billboard — відбулося це 1990 року.